# Nerocila orbignyi
Nerocila orbignyi is een pissebed uit de familie Cymothoidae. De wetenschappelijke naam van de soort is voor het eerst geldig gepubliceerd in 1832 door Guérin-Méneville.